# Ист-Бербис-Корентайн
Ист-Бербис-Корентайн (англ. East Berbice-Corentyne) — один из десяти регионов в Гайане, охватывающий всю восточную часть страны. Административный центр — город Нью-Амстердам.
С севера регион омывается Атлантическим океаном, на востоке с Суринамом, на юге с Бразилией, на западе с регионами Махайка-Бербис, Аппер-Демерара-Бербис, Потаро-Сипаруни и Аппер-Такуту-Аппер-Эссекибо.

## Население
Правительство Гайаны проводило три официальных переписи, начиная с административных реформ 1980 года: в 1980, 1991 и 2002 годах. В 2012 году население региона достигло 109 431 человека. Официальные данные переписей населения в регионе Ист-Бербис-Корентайн:
- 2012: 109 431 человек
- 2002: 123 695 человек
- 1991: 142 541 человек
- 1980: 152 386 человек